# Nadrowia

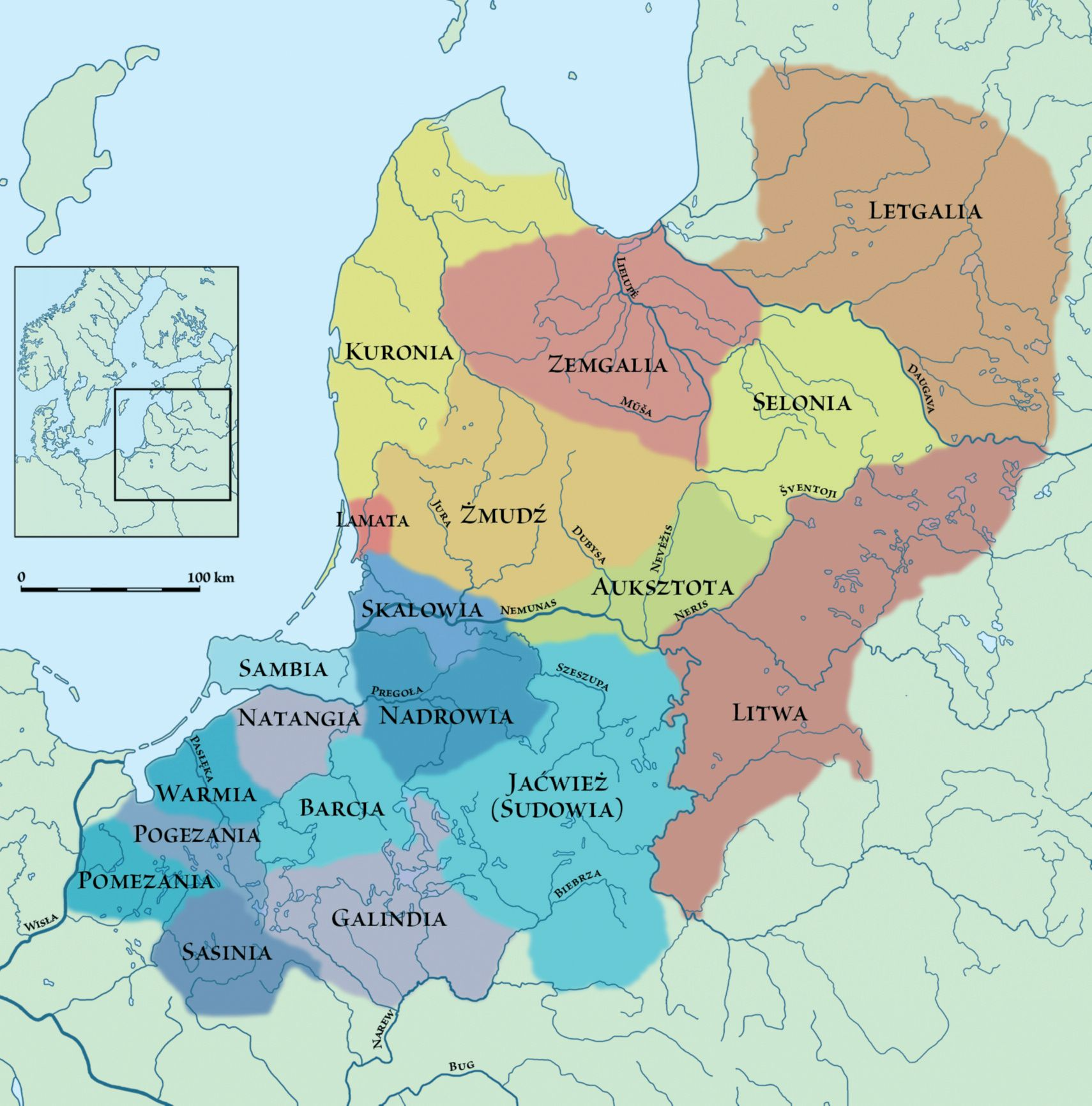
Plemiona bałtyjskie około 1200 roku

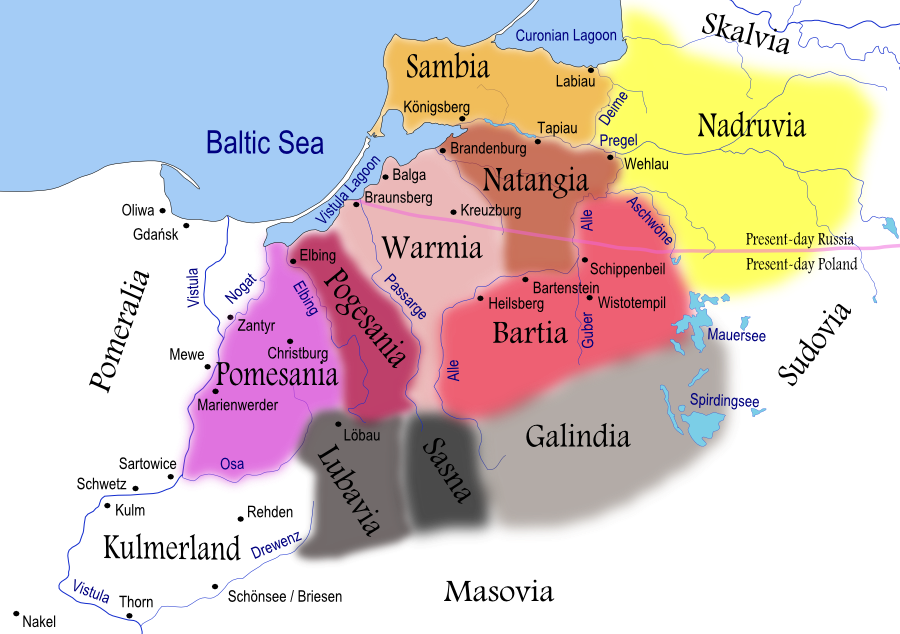
Krainy Prus

Nadrowia w XIII wieku

Nadrowia – kraina pruska znajdująca się na wschód od dolnego Niemna w dorzeczu Pregoły.  
Najstarsza wzmianka o Nadrowii znajduje się w zbiorze dokumentów Liber Census Daniae (ok. 1210-1231) duńskiego króla Waldemara II Zwycięskiego, który w 1210 wyprawił się do Prus i je sobie czasowo podporządkował.
Została wymieniona w kronice Piotra z Dusburga. Jej nazwa nie jest wyjaśniona. W Nadrowii, w miejscowości Romowe mieścił się najważniejszy ośrodek kultu religijnego pogańskich Prusów. Mieszkał tam kapłan Kriwe nazwany w kronice Piotra z Dusburga "pruskim papieżem". Podbój Nadrowii rozpoczęli Krzyżacy w 1255 r., jednak Nadrowowie poddali się dopiero po upadku swego głównego gródu Kamsvika w 1275 r.

Tak zdławienie oporu Nadrowów opisał Piotr z Dusburga w Kronice ziemi Pruskiej, Toruń 2004.: 

(...) mistrz z wielkim wojskiem przemierzył ziemię Nadrowii niszcząc ją ogniem i grabieżą, i kiedy podszedł do zamku Kaminiswika położonego nad rzeką Arse ( dopływ strumienia Wicianki dopływu Węgorapy – przypisek autora notatki M.G. ), i w odpowiedni sposób przygotował to wszystko, co jest niezbędne do przeprowadzenia szturmu, ruszył na zamek. Po każdej ze stron wielu odniosło rany, ponieważ we wspomnianym zamku było dwustu mężów biegłych w posługiwaniu się bronią. W końcu po długiej walce, jaka rozgorzała pomiędzy nimi, toczonej wśród wielu przeszkód, bracia siłą wdarli się do środka. Następnie wymordowali wszystkich wymienionych wyżej mężczyzn, zaś kobiety i dzieci wraz z nieprzebranym łupem uprowadzili ze sobą, a sam zamek spalili do szczętu (...).

Ziemie Nadrowii rozdzielili Krzyżacy pomiędzy komturie w Królewcu i Ragnecie.